# Killing Yourself
Killing Yourself – utwór amerykańskiego zespołu muzycznego Alice in Chains. Po raz pierwszy ukazał się on w 1988 na albumie demo The Treehouse Tapes. Autorem tekstu jest Layne Staley, muzykę skomponował Jerry Cantrell. W wersji albumowej kompozycja trwa 3 minuty i 3 sekundy. Znana jest także druga wersja utworu, zagrana w szybszym tempie, której czas trwania wynosi 2 minuty i 39 sekund. Została ona nagrana podczas sesji do debiutanckiego albumu studyjnego Facelift, lecz nie weszła w skład płyty.
W lipcu 1990 szybsza wersja utworu znalazła się na stronie A minialbumu We Die Young, wydanego w formacie kasety, oraz na stronie C wspomnianej epki, opublikowanej w formacie winylowym.

## Historia nagrywania
„Killing Yourself” został zarejestrowany przez zespół Alice in Chains w 1988. Nagrania początkowo miały odbyć się w kompleksie sal prób o nazwie Music Bank w Seattle w stanie Waszyngton, gdzie mieszkał i którym zarządzał Layne Staley, jednak na jeden dzień przed planowanym rozpoczęciem procesu rejestracji, policja zamknęła budynek. Miało to związek z handlem marihuaną. Był to największy tego typu handel w historii stanu. Nagrania odbyły się w ośmiościeżkowym studiu Treehouse w Issaquah w stanie Waszyngton, należącym do producenta PC Ring.
Szybszą wersję „Killing Yourself” muzycy zarejestrowali w trakcie sesji do debiutanckiego albumu studyjnego Facelift (1990) na przełomie 1989/1990.

## Analiza
Autorem tekstu jest Layne Staley. Warstwa liryczna opowiada o mężczyźnie, który dokonuje mordu na swojej partnerce imieniem Suzy, a następnie ucieka przed wymiarem sprawiedliwości, zabijając tym samym siebie. Tekst odnosi się do złych nawyków, które mogą doprowadzić do śmierci człowieka. Muzykę skomponował Jerry Cantrell. Oryginalna wersja albumowa, trwająca 3 minuty i 3 sekundy, charakteryzuje się wolnymi partiami gitar oraz śpiewem Staleya. Przyspieszona wersja, trwająca 2 minuty i 39 sekund, zagrana jest w bardziej dynamicznym tempie. Partie wokalne nieco różnią się od pierwotnej wersji, podobnie jak i solówka gitarowa autorstwa Cantrella.
W książeczce dołączonej do kompilacyjnego box setu Music Bank (1999), Cantrell wypowiedział się na temat utworu: „Demo jest lepsze niż wersja z minialbumu We Die Young [1990], i jest tutaj kilka świetnych partii gitar, które nie trafiły do gotowej wersji”.

## Teledysk
Pod koniec lat 80. Thad Byrd, reżyser filmu dokumentalnego Father Rock, usłyszawszy w lokalnej rozgłośni radiowej KISW kompozycję „Sea of Sorrow”, po otrzymaniu od Staleya numeru do menedżerki grupy, Susan Silver, skontaktował się z nią i Kellym Curtisem. Filmowiec przymierzał się do wyreżyserowania teledysku do „Sea of Sorrow”. Z całego albumu demo Silver i Curtis uważali, że „Killing Yourself” jest najlepszą kompozycją i to do niej powinien powstać videoklip.
Ostatecznie do utworu nagrano teledysk, zarejestrowany latem 1989 w klubie Vogue w Seattle, w trakcie emisji programu telewizyjnego Bombshelter Videos. Reżyserem jest Bill Bored.

## Wydanie

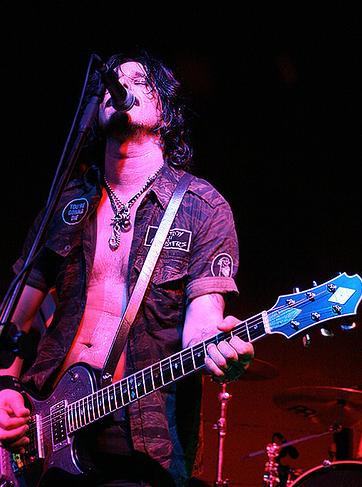
Bill Adams porównywał styl gry Cantrella do Gilby’ego Clarke’a

Oryginalna, wolniejsza wersja utworu, została zamieszczona na demo The Treehouse Tapes (1988). Druga z wersji – utrzymana w szybszym tempie – nagrana podczas prac nad Facelift (1990) na przełomie 1989/1990, weszła w skład minialbumu We Die Young, opublikowanego w lipcu 1990 w celach promocyjnych w formacie kasety i płyty winylowej. „Killing Yourself” został zamieszczony na stronie B, obok kompozycji „It Ain’t Like That”. Utwór nie znalazł się na Facelift z powodu negatywnej opinii Staleya na jego temat. Jak wspominał, „w porównaniu z resztą albumu, jest trochę tandetny”.
W październiku 1999 utwór Alice in Chains, w wersji pochodzącej z minialbumu We Die Young, został zamieszczony na kompilacyjnym box secie Music Bank, składającym się z 48 kompozycji, zamieszczonych na 4 płytach CD.

## Odbiór

### Krytyczny
Bill Adams z magazynu „Ground Control” komplementował grę Cantrella, opisując ją jako bardzo dobrą i porównując do stylu Gilby’ego Clarke’a. Patrick Macdonald z „The Seattle Times” napisał: „Najlepszą kompozycją jest «Killing Yourself» z bluesrockową gitarą i trudnym, intrygującym tekstem”.

## Utwór na koncertach
„Killing Yourself” zadebiutował na żywo podczas pierwszego koncertu Alice in Chains, który odbył się 15 stycznia 1988 w Kane Hall na Uniwersytecie Waszyngtońskim (grupa występowała w owym czasie pod nazwą Diamond Lie). Utwór regularnie pojawiał się w setlistach w trakcie trwania cyklu koncertów 1989/1990 United States Tour, w tym m.in. podczas występu na Uniwersytecie Stanu Waszyngton w Pullman 1 grudnia 1989. Ostatni raz na żywo został zagrany 10 stycznia 1991 w klubie Harpo’s w kanadyjskiej miejscowości Victoria w ramach Facelift Tour.

## Personel
Opracowano na podstawie materiału źródłowego:
| Alice in Chains - Layne Staley – śpiew - Jerry Cantrell – gitara rytmiczna, gitara prowadząca - Mike Starr – gitara basowa - Sean Kinney – perkusja | Produkcja - Producent muzyczny: Alice in Chains, Rick Parashar - Inżynier dźwięku: Rick Parashar - miksowanie: Rick Parashar - Management: Randy Hauser |